# حسین ملک
حسین ملک (۱۶ تیر ۱۳۰۴، تهران – ۱۳ آبان ۱۳۷۸، تهران) نوازندهٔ سنتور اهل ایران بود. او بابت تغییرات ماندگاری که در ساز سنتور ایجاد کرد مشهور است.

## زندگی هنری
حسین ملک در ۱۶ تیر ۱۳۰۴ در تهران به دنیا آمد. پدرش عبدالله ملک گودار، درودگر بود. حسین، برادر بزرگترِ اسدالله ملک بود و برادر دیگری به اسم عبدالله نیز داشت. این سه برادر تحت تأثیر دایی‌هایشان (علی‌اکبر خان زنگنه، علی‌اصغر خان زنگنه و محمدخان زنگنه که هر سه موسیقی‌دانان دورهٔ قاجاریه بودند) هر سه به موسیقی پرداختند که عبدالله به تنبک، اسدالله به کمانچه و ویولن، و حسین به سنتور روی آورد. حسین ملک نواختن سنتور را از هشت سالگی نزد حبیب سماعی فراگرفت اما پس از مدتی سماعی از ادامهٔ تدریس به او خودداری کرد. او سپس به نزد ابوالحسن صبا رفت و غیر از او نزد نورعلی برومند، شکرالله قهرمانی، رکن‌الدین مختاری، حسین یاحقی، ابراهیم منصوری و مهدی برکشلی نیز به فراگیری موسیقی پرداخت. صبا و برومند استادان اصلی حسین ملک محسوب بودند.

## فعالیت‌های هنری
حسین ملک از سال ۱۳۲۰ در رادیوی ایران به نوازندگی پرداخت و با گروه ابوالحسن صبا همکاری کرد. این همکاری‌ها تا سال ۱۳۲۲ ادامه داشت. پس از آن که تلویزیون در ایران به راه افتاد، او نخستین تک‌نواز سنتور در تلویزیون و جزو اولین تک‌نوازانی بود که در تلویزیون اجرای موسیقی داشت. سپس او با وزارت فرهنگ و هنر شروع به همکاری کرد و از آن جمله، در کارگاه‌هایی که به ساخت سازهای موسیقی اختصاص داشت شرکت کرد. او که پیشتر نزد صبا، نحوهٔ ساخت ویولن و سنتور و همچنین نزد «آراکلیان» ساخت ویلنسل را فراگرفته بود، در این کارگاه‌ها سنتورهایی ساخت که مورد استقبال قرار گرفت. پس از آن در سنتورهایی که می‌ساخت تغییراتی ایجاد کرد. از جمله ویژگی‌های این سنتورها آن بود که وی یک خرک به سیم‌های سفید و دو خرک به سیم‌های زرد اضافه کرده بود و سنتور جدید دارای یازده خرک در قسمت زرد و ده خرک در قسمت سفید بود. این باعث می‌شد که بتوان با ساز سنتور به هر دو صورت راست‌کوک و چپ‌کوک، موسیقی اجرا کرد و نوازندهٔ سنتور می‌توانست به‌طور گسترده‌تری با خوانندگان همراهی کند.
او غیر از ساز سنتور، با نواختن سازهای سه‌تار، تار، تمبک، کمانچه و ویلن آشنایی کامل داشت. وی در برنامه‌های تلویزیونی با خوانندگانی همچون: احمد ابراهیمی، احمد سالمی و … همکاری کرد. او همچنین سفرهای خارجی متعددی، به منظور شناساندن موسیقی ایرانی به مردمان کشورهای دیگر از جمله: پاکستان، هندوستان، افغانستان، مصر، امارات متحده عربی، کویت، عربستان، بحرین، تونس، اردن، ترکیه، تایلند، سنگاپور، چین، کره جنوبی، شوروی، ژاپن، فیلیپین، هلند، بلژیک، دانمارک، فنلاند، آمریکا، فرانسه، اسپانیا و ایتالیا، انجام داد. او در سفر به ایتالیا، جایزهٔ نخست مدال «یاپالونا» در شهر ونیز را به‌دست‌آورد و برندهٔ بهترین نشان موسیقی این شهر شد.
ملک گاه به تنهایی و گاه همراه با برادرش اسدالله ملک یا احمد عبادی و مهدی برکشلی، در کشورهای مختلف کنسرت برگزار نمود و از چند کشور مدال و جایزه گرفت.

## درگذشت
حسین ملک در ۱۳ آبان سال ۱۳۷۸ در تهران درگذشت.